# Thompsonia chuni
Thompsonia chuni is een krabbezakjessoort uit de familie van de Thompsoniidae. De wetenschappelijke naam van de soort is voor het eerst geldig gepubliceerd in 1911 door Häfele.